# زوترواده-رین‌دیک
زوترواده-رَین‌دَیک (به هلندی: Zoeterwoude-Rijndijk) یک روستا در هلند است که در زوترواده واقع شده‌است. زوترواده-رین‌دیک ۲٫۲۳ کیلومتر مربع مساحت و ۲٬۸۰۰ نفر جمعیت دارد.
زوترواده-رین‌دیک در ۵ کیلومتری جنوب شرق شهر لیدن واقع شده است.
از سال ۱۹۷۵ یک کارخانه آبجوسازی هاینکن در این روستا فعالیت دارد.